# Karol Nachtlicht-Światełko
Karol Nachtlicht-Światełko (ur. 10 sierpnia 1893 w Warszawie, zm. 4 października 1941 w Warszawie) – żołnierz Legionów Polskich, oficer Wojska Polskiego w II Rzeczypospolitej, kawaler Orderu Virtuti Militari.

## Życiorys
Urodził się w rodzinie Teofila i Walerii z Kobierskich. Absolwent średniej szkoły handlowej w Szwajcarii i student szkoły wyższej. Należał do Związku Strzeleckiego. W 1914 wstąpił do Legionów Polskich i walczył na bojowym szlaku legionowym. Za bohaterstwo w walce pod Kostiuchnówką odznaczony został Krzyżem Srebrnym Orderu Virtuti Militari. Od 3 lutego do 4 kwietnia 1917, w stopniu kaprala, był słuchaczem kawaleryjskiego kursu oficerskiego przy 1 pułku ułanów w Ostrołęce.
18 grudnia 1918 został przyjęty do odrodzonego Wojska Polskiego z zatwierdzeniem stopnia podporucznika nadanego przez generała majora Śmigłego. Jako dowódca plutonu walczył na froncie ukraińskim. Na froncie przeciwbolszewickim walczył między innymi pod Koszutami. Tam został ranny.
Po wojnie zdemobilizowany. Po zwolnieniu z wojska pracował na różnych stanowiskach w firmach handlowych. Na stopień rotmistrza został mianowany ze starszeństwem z dniem 19 marca 1939 i 6. lokatą w korpusie oficerów rezerwy kawalerii.
Zmarł w Warszawie, pochowany na Starych Powązkach (kwatera 72-3-28).
Był żonaty z Martą z Laurysiewiczów, z którą miał syna Andrzeja.

## Ordery i odznaczenia
- Krzyż Srebrny Orderu Wojskowego Virtuti Militari nr 5434 – 17 maja 1922[6][7]
- Krzyż Niepodległości – 2 sierpnia 1931 „za pracę w dziele odzyskania niepodległości”[8]
- Krzyż Kawalerski Orderu Odrodzenia Polski[1]
- Krzyż Walecznych (trzykrotnie)